# Pfarrhaus (Markt Wald)

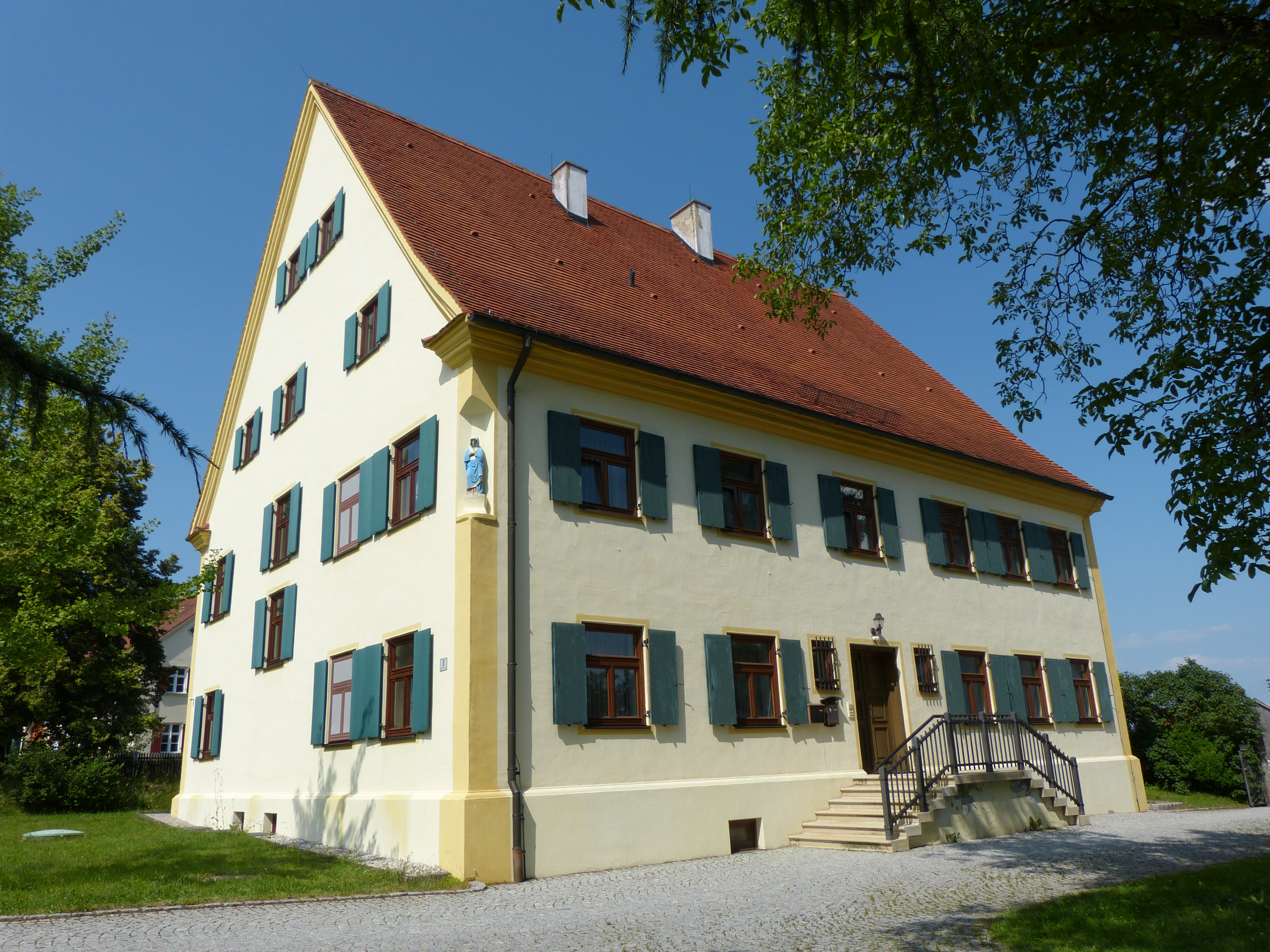
Pfarrhaus in Markt Wald

Das Pfarrhaus in Markt Wald, einer Gemeinde im Landkreis Unterallgäu im bayerischen Regierungsbezirk Schwaben, wurde im Jahr 1719 erbaut und im Laufe der Zeit stark erneuert. Das Gebäude befindet sich nordwestlich der Kirche Mariä Himmelfahrt und steht unter Denkmalschutz. Ein dazugehöriger Stadel von 1794 wurde 1968 wieder abgebrochen. Eine grundlegende Renovierung fand 1987/1988 statt.

## Baubeschreibung

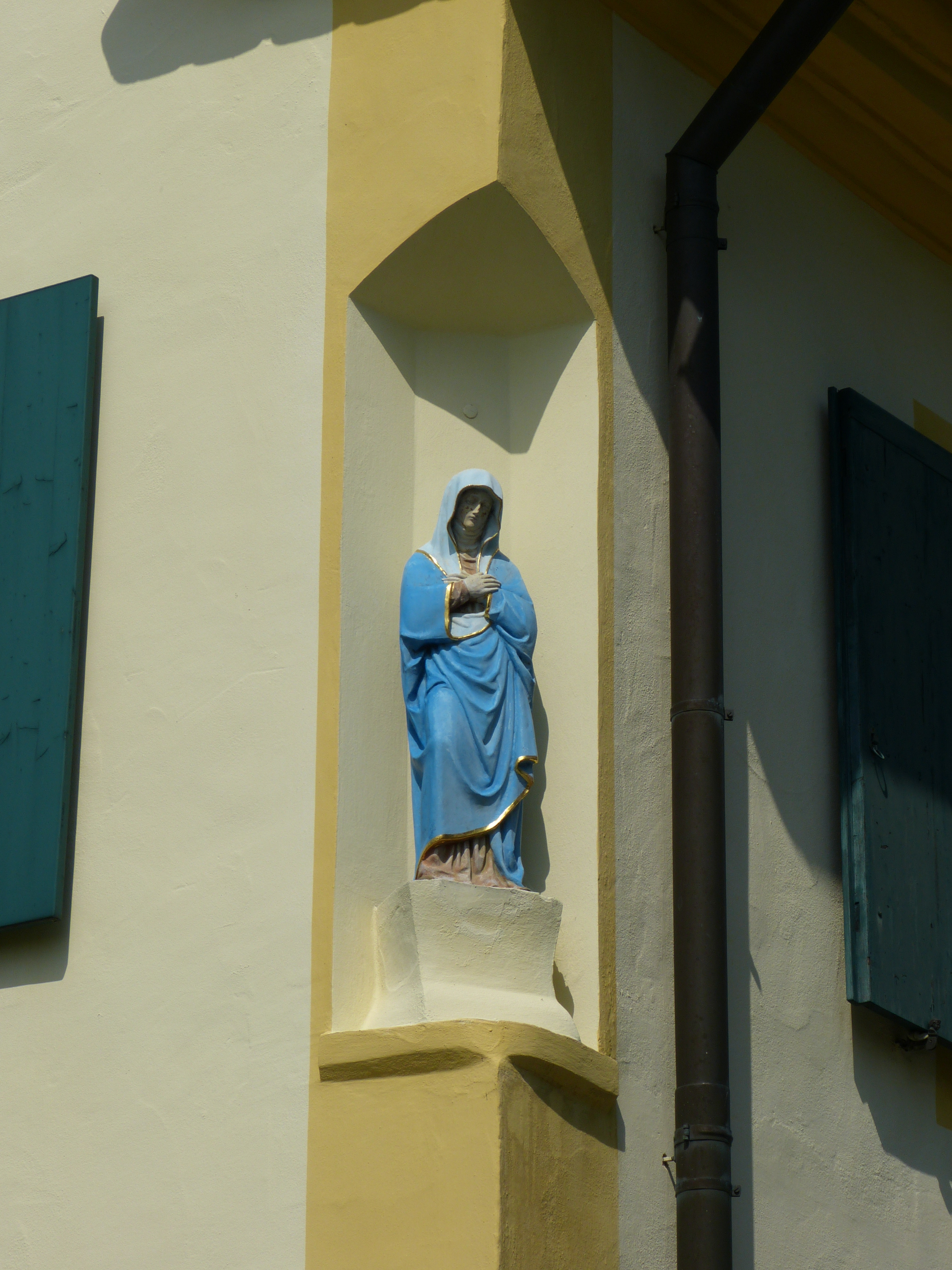
Marienfigur an der Südwestecke des Pfarrhauses

Das zweigeschossige Pfarrhaus besteht aus sechs zu fünf Achsen und ist mit einem hohen Satteldach gedeckt. Unterhalb des Daches, an den Längsseiten und am Giebel, verläuft ein kräftiges profiliertes Traufgesims. Zum Eingang des Pfarrhauses an der Südseite in der dritten Achse führt eine moderne Freitreppe. Die Eingangstüre ist von kleinen, rechteckigen Guckfenstern flankiert. Im Inneren wird das Pfarrhaus in der Achse der Eingangstüre durch einen, mit zwei Korbbögen unterteiltem, Flur durchquert. Auf der linken Seite des Flures befindet sich das stark erneuerte Treppenhaus. Das Gebäude besitzt ein Kehlbalkendach mit liegendem Dachstuhl. Einer der Kehlbalken trägt die Inschrift 17 MHIW 19.

## Innenausstattung
Im Inneren befinden sich mehrere gefasste Holzfiguren. Aus der Zeit um 1500 stammt die Figur der Anna selbdritt aus Steinekirch. Die Figur war vermutlich ehemals Bestandteil des Hochaltares von Mariä Himmelfahrt in Markt Wald. Die Figur des heiligen Sebastian wurde gegen Ende des 15. Jahrhunderts geschaffen und dürfte auf dem ehemaligen Sebastiansaltar von Mariä Himmelfahrt stammen. Aus der Mitte des 18. Jahrhunderts stammt ein Kruzifix und aus dem zweiten Viertel des 18. Jahrhunderts stammen die Figuren des heiligen Josef mit Jesuskind, des Johannes des Täufers und vier sitzende Engel. Eine Figur, die vermutlich den heiligen Gregor den Großen darstellt, wurde um 1720/1730 gefertigt. Die Darstellung des heiligen Rochus stammt aus dem ersten Viertel des 18. Jahrhunderts. Ein Jesuskind das unter Umständen auf dem ehemaligen Schalldeckel der Kanzel in Mariä Himmelfahrt aufgestellt war, ist aus dem 18. Jahrhundert, ebenso zwei Putten aus der Mitte des 18. Jahrhunderts. Um 1700 wurden die vier Engelsköpfe mit umgebenden Akanthusranken geschaffen.
Neben der Vielzahl an Holzfiguren befinden sich noch Gemälde im Pfarrhaus. Vermutlich von Ferdinand Wagner aus der Mitte des 19. Jahrhunderts stammt das Gemälde mit Jesus am Ölberg. Es ist rundbogig geschlossen und war das ehemalige Fastenbild am Hochaltar der Pfarrkirche. Ein weiteres Gemälde zeigt die Muttergottes mit Engeln und darunter den Pfarrer Feistle. Das mit Ferdinand Wagner aus Schwabmünchen 1842 signierte Gemälde war für einen Seitenaltar gedacht, konnte jedoch aufgrund eines Protests des Ordinariats wegen der Darstellung des Pfarrers nicht aufgestellt werden. Aus diesem Grund wurde am Seitenaltar eine Kopie eines Gemäldes von Guido Reni angebracht.